# Piedra Grande, Huixquilucan
Piedra Grande är en ort i Mexiko, tillhörande kommunen Huixquilucan i delstaten Mexiko. Piedra Grande ligger i den centrala delen av landet och tillhör Mexico Citys storstadsområde. Orten hade 715 invånare vid folkmätningen 2010.